# Orbigny-au-Mont
Orbigny-au-Mont is een gemeente in het Franse departement Haute-Marne (regio Grand Est) en telt 160 inwoners (2005). De plaats maakt deel uit van het arrondissement Langres.

## Geografie
De oppervlakte van Orbigny-au-Mont bedraagt 9,3 km², de bevolkingsdichtheid is 17,2 inwoners per km².
De onderstaande kaart toont de ligging van Orbigny-au-Mont met de belangrijkste infrastructuur en aangrenzende gemeenten.

## Demografie
Onderstaande figuur toont het verloop van het inwonertal (bron: INSEE-tellingen).